# Богданов, Павел Михайлович (библиотековед)
Па́вел Миха́йлович Богда́нов (18.10.1871, Санкт-Петербург — 17.6.1919, Москва) — библиотековед и библиограф
.

## Биография
Окончил 5-ю Санкт-Петербургскую гимназию (1888).
Работал в петербургских библиотеках: Вольного экономического общества (1895—1910) и Государственного банка (1916—1919).
П. М. Богданов был одним из основателей и руководителей первых профессиональных библиотечных объединений в России: секции библиотековедения при Русском библиологическом обществе (1903—1907; секретарь), которая была преобразована в Общество библиотековедения (1908—1915 секретарь, член Совета, с 1915 — товарищ председателя, в 1917—1919 председатель), издатель и редактор первого ежеквартального профессионального журнала «Библиотекарь» (1910—1915).
Основные работы П. М. Богданова были посвящены организации библиотечного дела («Заметки по библиотечной технике», 1910—1911) и отраслевой библиографии («Некоторые источники сельскохозяйственной библиографии», 1900). Подготовил «Обзор русской литературы по теории библиотековедения» (1909).
Он был одним из главных организаторов I Всероссийского съезда по библиотечному делу (1911).